# Тоон (гигант)
Тоон (др.греч. Θόων, Thoon) — персонаж из древнегреческой мифологии, один из Гигантов, змееногих великанов, напавших на Олимпийских богов (Гигантомахия).  Противник самой Судьбы, от её руки же и умирает. 
В Библиотеке Аполлодора он был сыном Геи (Земли) из капнувшей на неё крови Урана (Неба), когда тот был кастрирован Кроносом (Временем). Древнее божество, по Аполлодору во время Гигантомахии он и его брат Агрий были атакованы Мойрами, которые вооружились бронзовыми прутьями. Силы всё приходили и приходили вновь Тоону, и он уже был готов дать отпор своим противникам и спасти Агрия, но на месте схватки появился Геракл. Великий герой засыпал братьев гигантов стрелами с ядом гидры, и, так как гиганты могут умереть только от руки смертного человека, Агрий и долго сопротивлявшийся Тоон были повержены.